# レギーナ・ダクセンバーガー

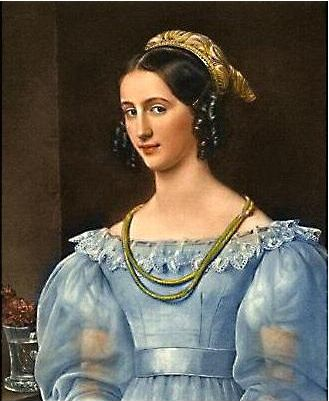
シュティーラーによるレギーナ・ダクセンバーガーの肖像

レギーナ・ダクセンバーガー（Regina Daxenberger, 1811年1月2日 - 1872年11月16日）は、19世紀の南独バイエルン王国の女性。バイエルン王ルートヴィヒ1世は宮廷画家ヨーゼフ・カール・シュティーラーに命じて美人画ギャラリーに彼女の肖像を加えた。
ミュンヘンの裕福な銅細工師マテウス・ダクセンバーガーとその妻マクシミリアーネ・ロイトナーの間の娘として、ミュンヘンで生まれた。2歳年上の兄ゼバスティアン・フランツ・ダクセンバーガーが、ルートヴィヒ1世王の長男マクシミリアン王太子とゲッティンゲン大学で知り合い、生涯の親友になったことから、王室との縁故が生まれた。ルートヴィヒ1世は息子の友達の妹であるレギーナの美貌を大変気に入り、1829年彼女の肖像画をシュティーラーに描かせて美人画ギャラリーに納めさせた。王は更に、王宮で開いた舞踏会において宮廷儀礼を破り、王族カップル4組の最初のダンスの後に、親類のバイエルン公マックス・ヨーゼフのペアとしてレギーナを踊らせた。1832年、内閣府秘書官のハインリヒ・ファームバッヒャーと結婚した。1872年に61歳で亡くなった
。
シュティーラーの肖像画において、レギーナはミュンヘン女性の伝統的装飾品であるヘッドドレスと、自然なウエストラインを見せる腰紐とを付けており、ドレスの肩部分には両腕の大きな袖を隠すようにレースの襟がめぐらされている。背景に描き込まれたカーネーションは忠誠心の象徴である。

## 引用・脚注
1. ↑  S. K. Ludovic, "A King's Gallery of Beauty" Strand Magazine (January 1902): 16–23.
2. ↑  Sebastian Franz von Daxenberger, https://de.wickepedia.org/Sebastian_Franz_von_Daxenberger
3. ↑  Flickr, https://www.flickr.com/photos/1way/712206965
4. ↑  Königreich Bayern, https://hdbg.eu/koenigreich/index.php/objekte/index/id/870
5. ↑  Grand Ladies, http://www.gogmsite.net/empire-napoleonic-and-roman/subalbum-schonheitengalleri/1829-regina-daxenberger-by-.html